# Brethenay
Ne doit pas être confondu avec Berthenay, commune d'Indre-et-Loire.
Brethenay est une commune française située dans le département de la Haute-Marne, en région Grand Est.
À quelques kilomètres de la préfecture, Brethenay est une commune rurale de 379 habitants appelés Brethenaisiens et Brethenaisiennes.

## Géographie

### Localisation
Brethenay est une commune française située au centre de la Haute-Marne à 4,5 km à vol d'oiseau de Chaumont, la préfecture.
Communes les plus proches à vol d'oiseau :
- Condes : 1,5 km (sud-est) ;
- Chaumont : 4,5 km (sud) ;
- Jonchery : 4,1 km (sud-ouest) ;
- Riaucourt : 2,7 km (nord) ;
- Laharmand : 3,3 km (ouest) ;
- Treix : 4 km (est).

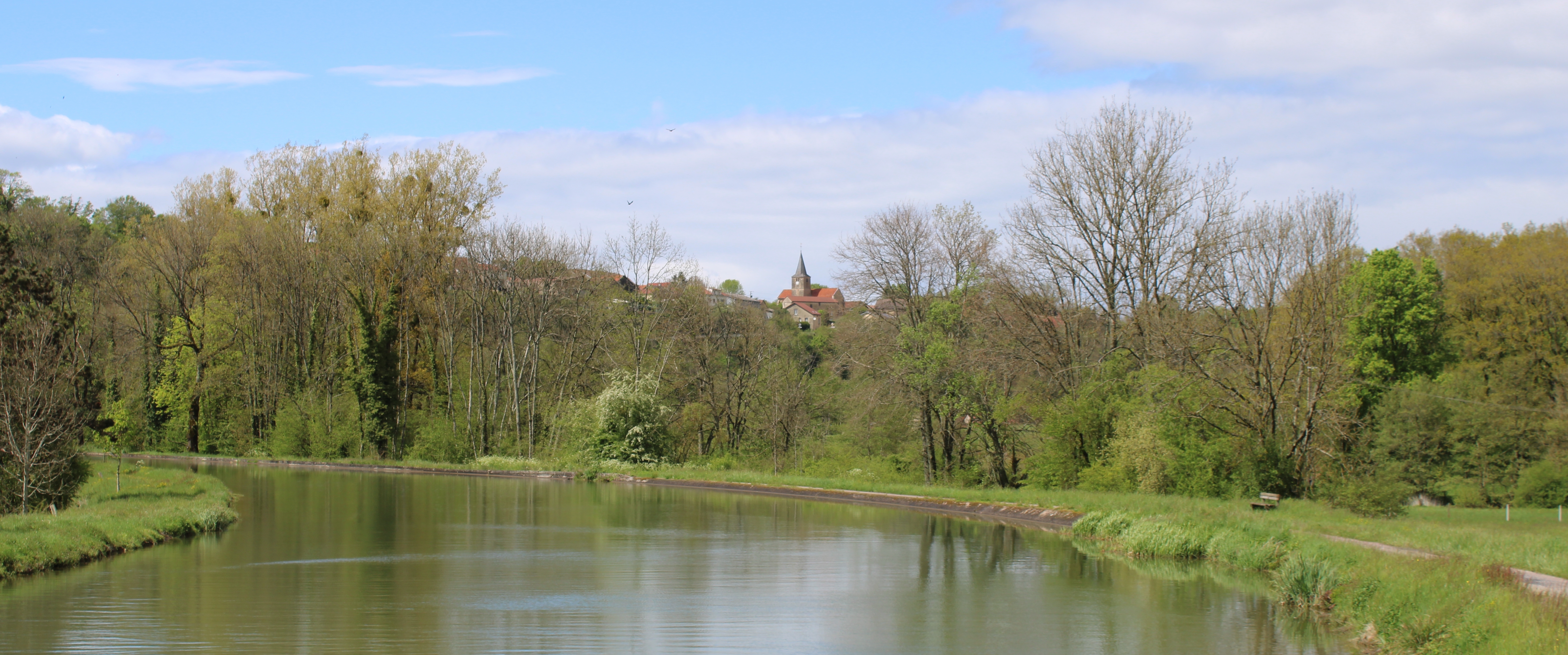
Panorama du village depuis les rives du canal entre Champagne et Bourgogne.

Le village est situé sur un plateau en contre-haut du village de Condes ainsi que du canal Entre Champagne et Bourgogne. Le village est situé dans le Bassigny, une région centrale de la Haute-Marne.
Le territoire de la commune est limitrophe de ceux de cinq communes :
|          | Bologne   | Riaucourt |
| Jonchery | Brethenay | Treix     |
|          | Condes    |           |

### Géologie et Relief
Brethenay est situé sur un plateau à environ 303 m d'altitude. Elle surplombe la Marne et la commune de Condes.
Les sous-sols de Brethenay datent du Jurassique Moyen.

### Hydrographie
La commune est dans la région hydrographique « la Seine de sa source au confluent de l'Oise (exclu) » au sein du bassin Seine-Normandie. Elle est drainée par le canal de la Marne a la Saone, la Marne et le ruisseau de Bonnevaux,.
Le canal de la Marne à la Saône est un canal à bief de partage au gabarit Freycinet, d'une longueur de 160 km reliant les vallées de la Marne et de la Saône, géré par les Voies navigables de France. 
La Marne prend sa source sur le plateau de Langres, dans la commune de Saints-Geosmes (Haute-Marne) et se jette dans la Seine entre Charenton-le-Pont et Alfortville (Val-de-Marne) dans le quartier de Conflans-l'Archevêque. Les caractéristiques hydrologiques de la Marne sont données par la station hydrologique située sur la commune de Condes. Le débit moyen mensuel est de 8,38 m3/s. Le débit moyen journalier maximum est de 123 m3/s, atteint lors de la crue du 23 janvier 2018. Le débit instantané maximal est quant à lui de 131 m3/s, atteint le 4 mai 2013.
Le ruisseau de Bonnevaux, d'une longueur de 11 km, prend sa source dans la commune de Villiers-le-Sec et se jette  dans la Marne sur la commune, après avoir traversé quatre communes. Il constitue une limite territoriale sud de la commune.

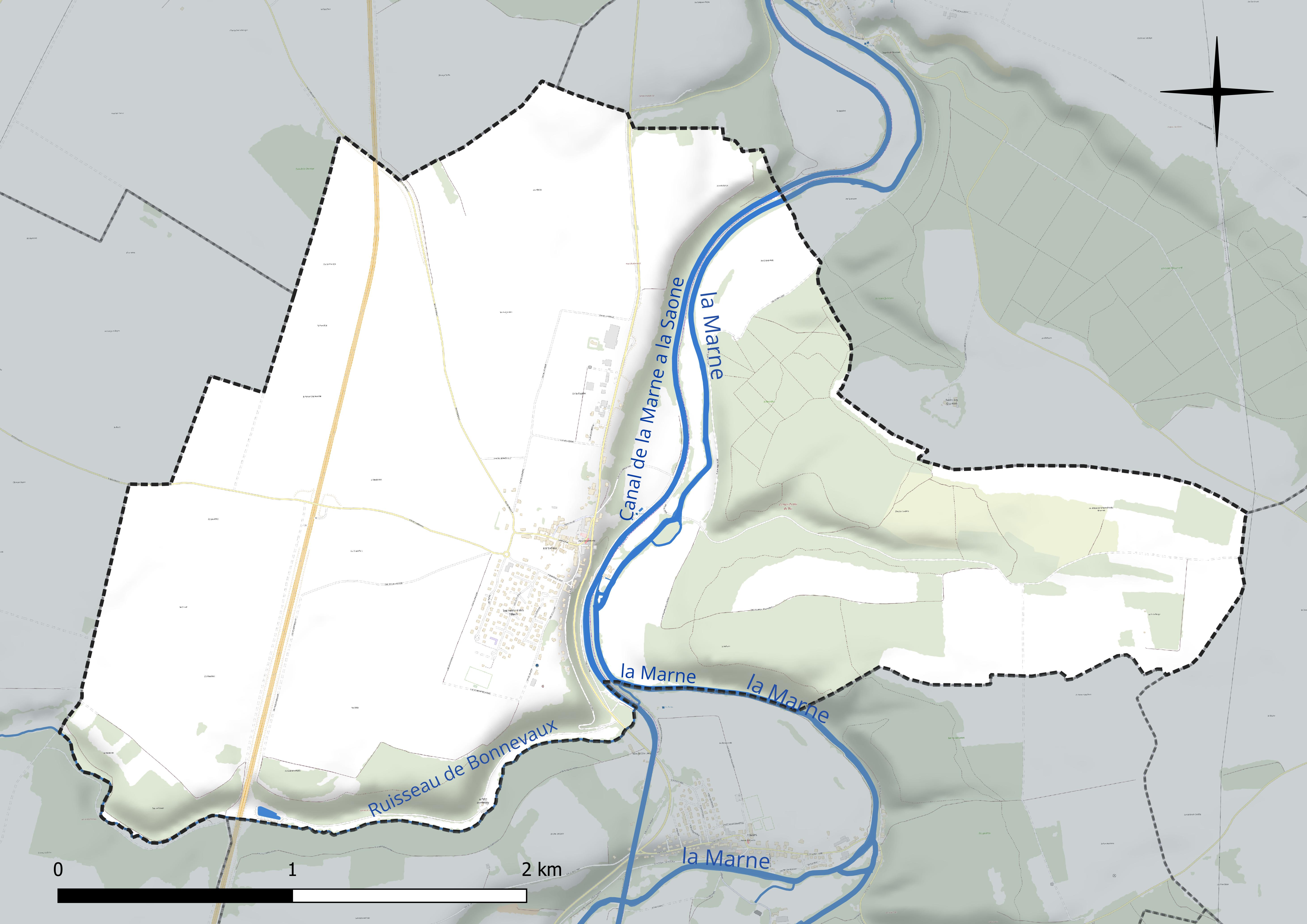
Réseau hydrographique de Brethenay.

### Climat
Pour des articles plus généraux, voir Climat du Grand Est et Climat de la Haute-Marne.
En 2010, le climat de la commune est de type climat des marges montargnardes, selon une étude du Centre national de la recherche scientifique s'appuyant sur une série de données couvrant la période 1971-2000. En 2020, Météo-France publie une typologie des climats de la France métropolitaine dans laquelle la commune est exposée à un climat océanique altéré et est dans la région climatique  Lorraine, plateau de Langres, Morvan, caractérisée par un hiver rude (1,5 °C), des vents modérés et des brouillards fréquents en automne et hiver. 
Pour la période 1971-2000, la température annuelle moyenne est de 10 °C, avec une amplitude thermique annuelle de 16,2 °C. Le cumul annuel moyen de précipitations est de 924 mm, avec 13,3 jours de précipitations en janvier et 9,4 jours en juillet. Pour la période 1991-2020, la température moyenne annuelle observée sur la station météorologique de Météo-France la plus proche, « Bourdons_sapc », sur la commune de Bourdons-sur-Rognon à 16 km à vol d'oiseau, est de 10,0 °C et le cumul annuel moyen de précipitations est de 1 011,1 mm. 
La température maximale relevée sur cette station est de 40,1 °C, atteinte le 25 juillet 2019 ; la température minimale est de −22,1 °C, atteinte le 20 décembre 2009,,. 
Les paramètres climatiques de la commune ont été estimés pour le milieu du siècle (2041-2070) selon différents scénarios d'émission de gaz à effet de serre à partir des nouvelles projections climatiques de référence DRIAS-2020. Ils sont consultables sur un site dédié publié par Météo-France en novembre 2022.

### Paysages
Le paysage de Brethenay est principalement composé de champs et de forêt. Du haut du village, on peut apercevoir Condes.
Côté est, on trouve le pic Noir et la chaîne de colline qui s'arrête devant le canal. À l'ouest, le terrain reste relativement plat tout comme au nord.

## Urbanisme

### Typologie
Au 1er janvier 2024, Brethenay est catégorisée commune rurale à habitat dispersé, selon la nouvelle grille communale de densité à sept niveaux définie par l'Insee en 2022.
Elle est située hors unité urbaine. Par ailleurs la commune fait partie de l'aire d'attraction de Chaumont, dont elle est une commune de la couronne,. Cette aire, qui regroupe 112 communes, est catégorisée dans les aires de 50 000 à moins de 200 000 habitants,.

### Occupation des sols
L'occupation des sols de la commune, telle qu'elle ressort de la base de données européenne d’occupation biophysique des sols Corine Land Cover (CLC), est marquée par l'importance des territoires agricoles (70,1 % en 2018), en diminution par rapport à 1990 (75,1 %). La répartition détaillée en 2018 est la suivante : 
terres arables (62,2 %), forêts (24,7 %), zones urbanisées (5,1 %), prairies (4 %), zones agricoles hétérogènes (3,9 %). L'évolution de l’occupation des sols de la commune et de ses infrastructures peut être observée sur les différentes représentations cartographiques du territoire : la carte de Cassini (XVIIIe siècle), la carte d'état-major (1820-1866) et les cartes ou photos aériennes de l'IGN pour la période actuelle (1950 à aujourd'hui).

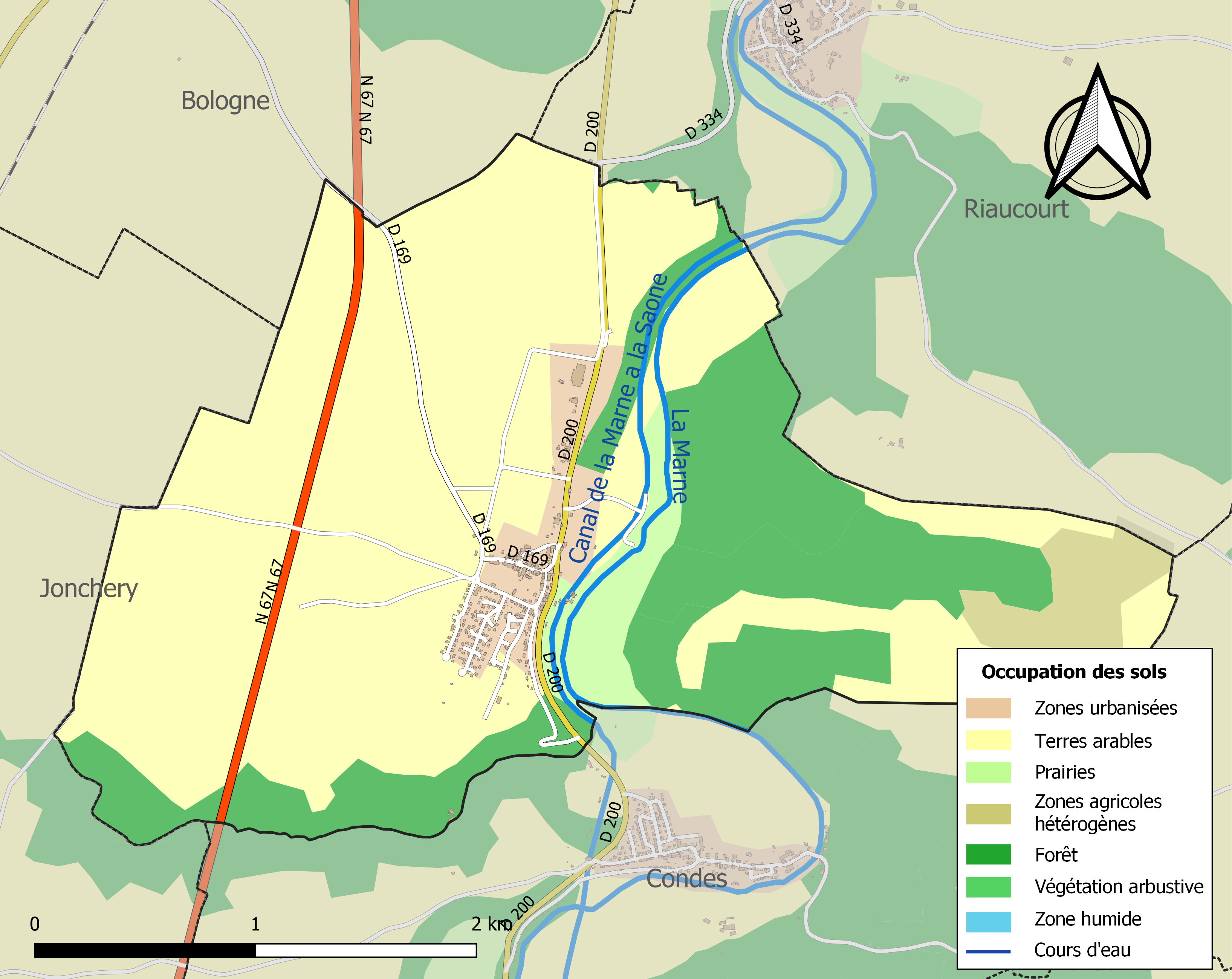
Carte des infrastructures et de l'occupation des sols de la commune en 2018 (CLC).

### Logements
Brethenay est composé entièrement de pavillon. L'ouest du village est composé de deux nouveaux lotissements: Werric et les Tilleuls. En 2019, 168 des 186 logements de Brethenay étaient des résidences principales, 6 des résidences secondaires et 12 logements restent vancants.
Le nombre de logements représentent une baisse de 1 logements par rapport à 2013.

### Voies de communications et transports
La D 200 et la D 169, dite Route de Marault, passent par Brethenay.
Le village n'est desservi par aucun transport. Un taxi-bus opère tout de même des rotations entre les villages aux alentours et Chaumont.

## Toponymie
Le nom de la localité est attesté sous les formes Bretennai (1172) ; Bretenai (1212) ; Betinees (1214) ; Breteniacus (1220) ; Bretennay, Bretenay, Bretennaium (1231) ; Bregtenaium (1253) ; Bretenaium (1256-1270) ; Brethenai (1326) ; Berthenay, Brethenay (1397).

Issu de Britiniacum ( avec le suffixe possessif -acum issu du gaulois -aco : il s’agit d'un toponyme datant au moins de l’Empire romain).

L’armée romaine du Bas-Empire employait de nombreux étrangers qui obtenaient souvent quelques arpents de terre et le droit de s’établir comme colons. Léon Fleuriot écrivait qu’« au moins un cinquième de l’armée stationnée en Gaule était recruté en Grande-Bretagne vers la fin du Ve siècle » et que ces Bretons « eurent tendance à se localiser dans le Nord de la Gaule. Les Bretons( les  habitants de la Grande-Bretagne actuelle ) ont laissé leur nom à un grand nombre de villes ou de lieux-dits.

## Histoire

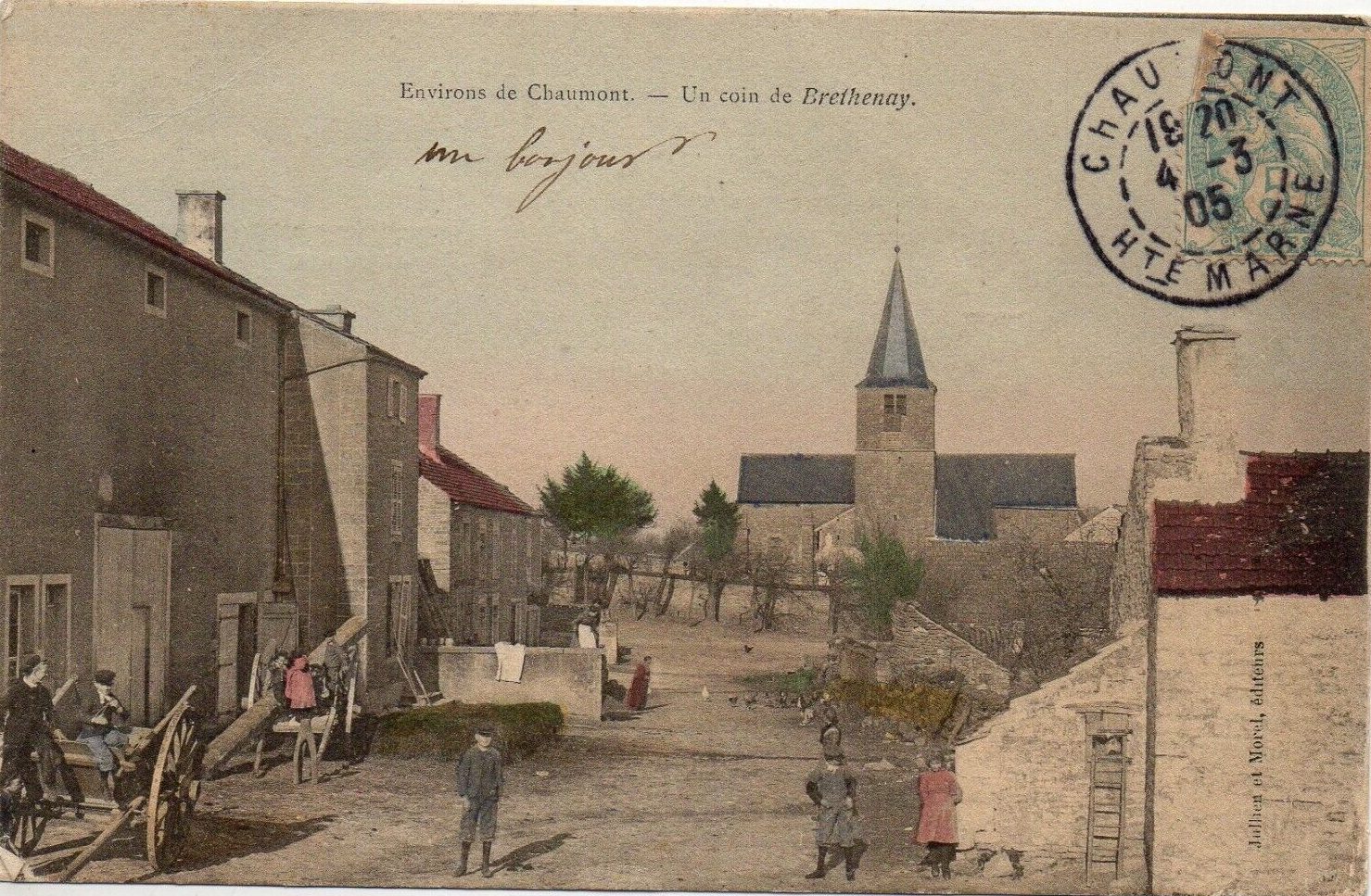
Carte postale du village en 1905.

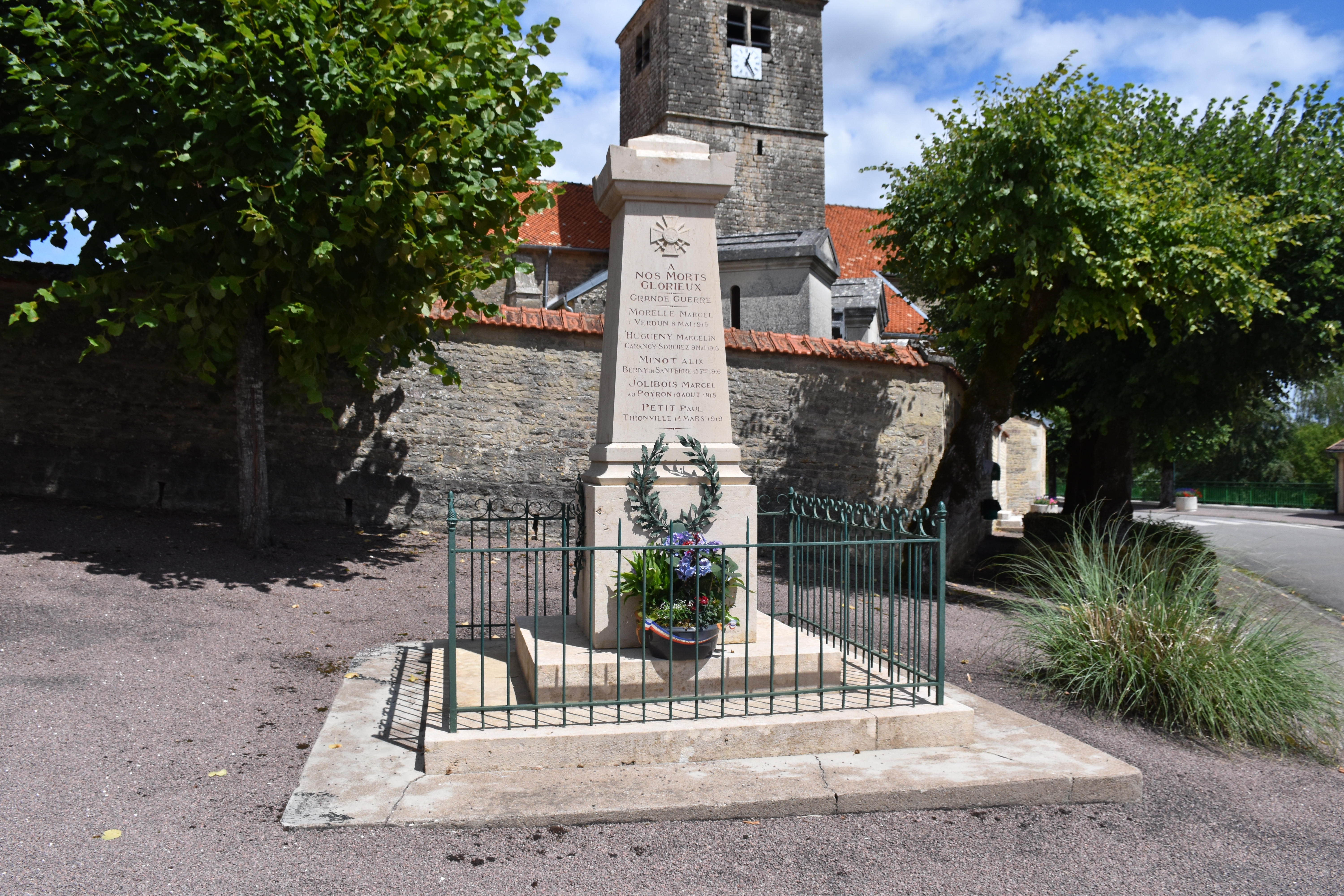
Le monument aux morts.

Lors de la guerre franco-allemande de 1870, le village fut l'enjeu d'un combat le 7 novembre 1870. Presque toutes les troupes françaises sont massacrées.

## Population et société

### Démographie

#### Évolution démographique
L'évolution du nombre d'habitants est connue à travers les recensements de la population effectués dans la commune depuis 1793. Pour les communes de moins de 10 000 habitants, une enquête de recensement portant sur toute la population est réalisée tous les cinq ans, les populations de référence des années intermédiaires étant quant à elles estimées par interpolation ou extrapolation. Pour la commune, le premier recensement exhaustif entrant dans le cadre du nouveau dispositif a été réalisé en 2008.

En 2022, la commune comptait 391 habitants, en évolution de +8,31 % par rapport à 2016 (Haute-Marne : −4,62 %, France hors Mayotte : +2,11 %).
| 1793 | 1800 | 1806 | 1821 | 1831 | 1836 | 1841 | 1846 | 1851 |
| ---- | ---- | ---- | ---- | ---- | ---- | ---- | ---- | ---- |
| 190  | 205  | 209  | 224  | 247  | 279  | 272  | 263  | 270  |

| 1856 | 1861 | 1866 | 1872 | 1876 | 1881 | 1886 | 1891 | 1896 |
| ---- | ---- | ---- | ---- | ---- | ---- | ---- | ---- | ---- |
| 236  | 235  | 191  | 209  | 183  | 175  | 190  | 201  | 208  |

| 1901 | 1906 | 1911 | 1921 | 1926 | 1931 | 1936 | 1946 | 1954 |
| ---- | ---- | ---- | ---- | ---- | ---- | ---- | ---- | ---- |
| 193  | 184  | 169  | 137  | 157  | 158  | 166  | 135  | 186  |

| 1962 | 1968 | 1975 | 1982 | 1990 | 1999 | 2006 | 2008 | 2013 |
| ---- | ---- | ---- | ---- | ---- | ---- | ---- | ---- | ---- |
| 140  | 159  | 164  | 344  | 378  | 372  | 386  | 390  | 356  |

| 2018 | 2022 | - | - | - | - | - | - | - |
| ---- | ---- | - | - | - | - | - | - | - |
| 375  | 391  | - | - | - | - | - | - | - |

## Économie
L'économie du village est basée en partie sur la zone d'activité située au nord du village.
En 2019, 4,3 % de la population de Brethenay étaient des chômeurs. Ce qui représente une hausse par rapport à 2013, le chômage étant de 3,2 %. Le chômage touche principalement la tranche des 15-24 ans. Les retraités représentent 9,1 %, les élèves et les étudiants non rémunérés représentent quant à eux 11,4 % de la population. Les personnes actives ayant un emploi représentent la majorité de la population avec 70,5 %.

## Culture locale et patrimoine

### Lieux et monuments
- Église Notre-Dame-de-l'Assomption - Édifice inscrit au titre des monuments historique par arrêté du 23 décembre 1925.

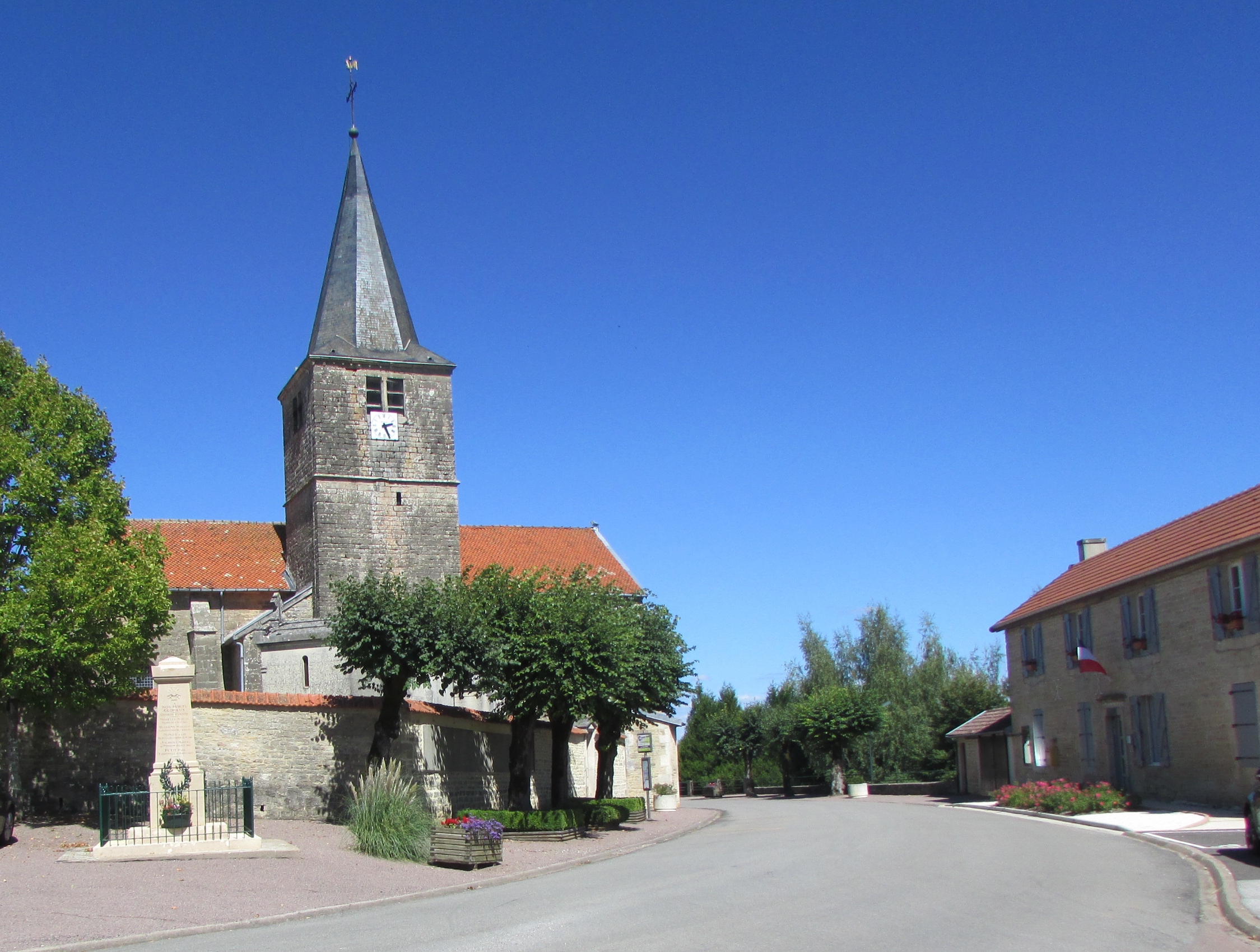
Vue de l'église, du monument aux morts et de la mairie.
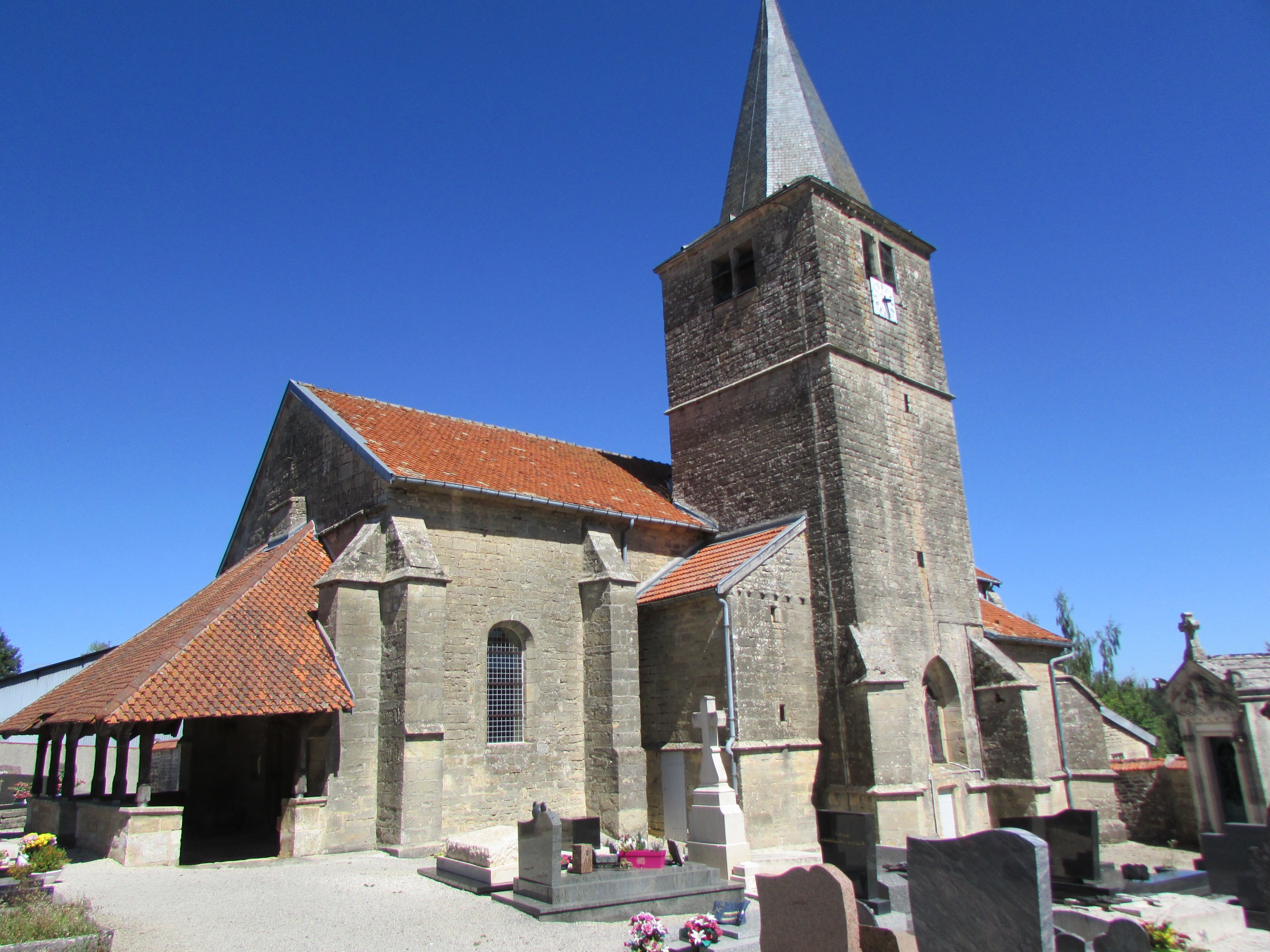
L'église entourée du cimetière.
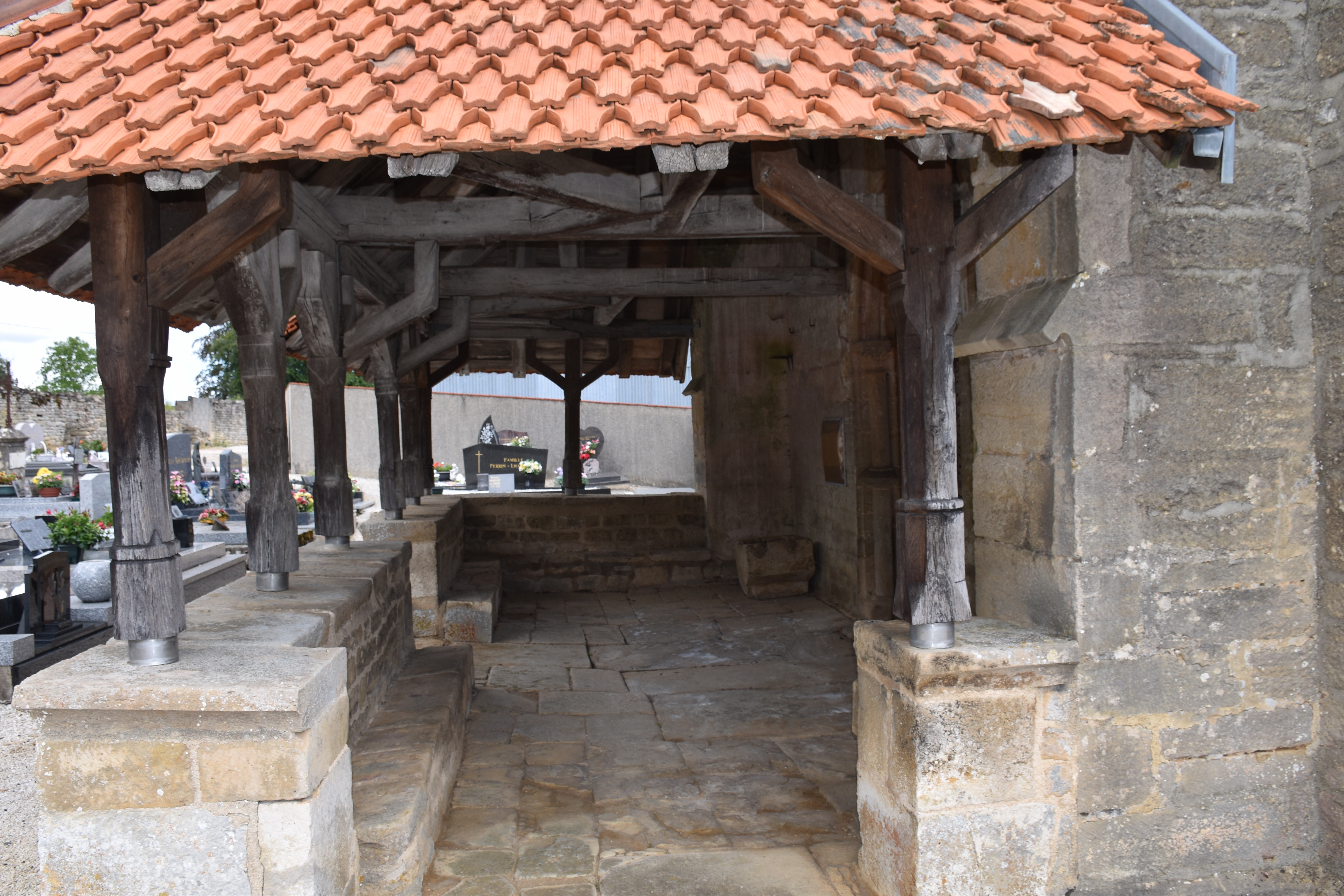
Le porche de l'église.
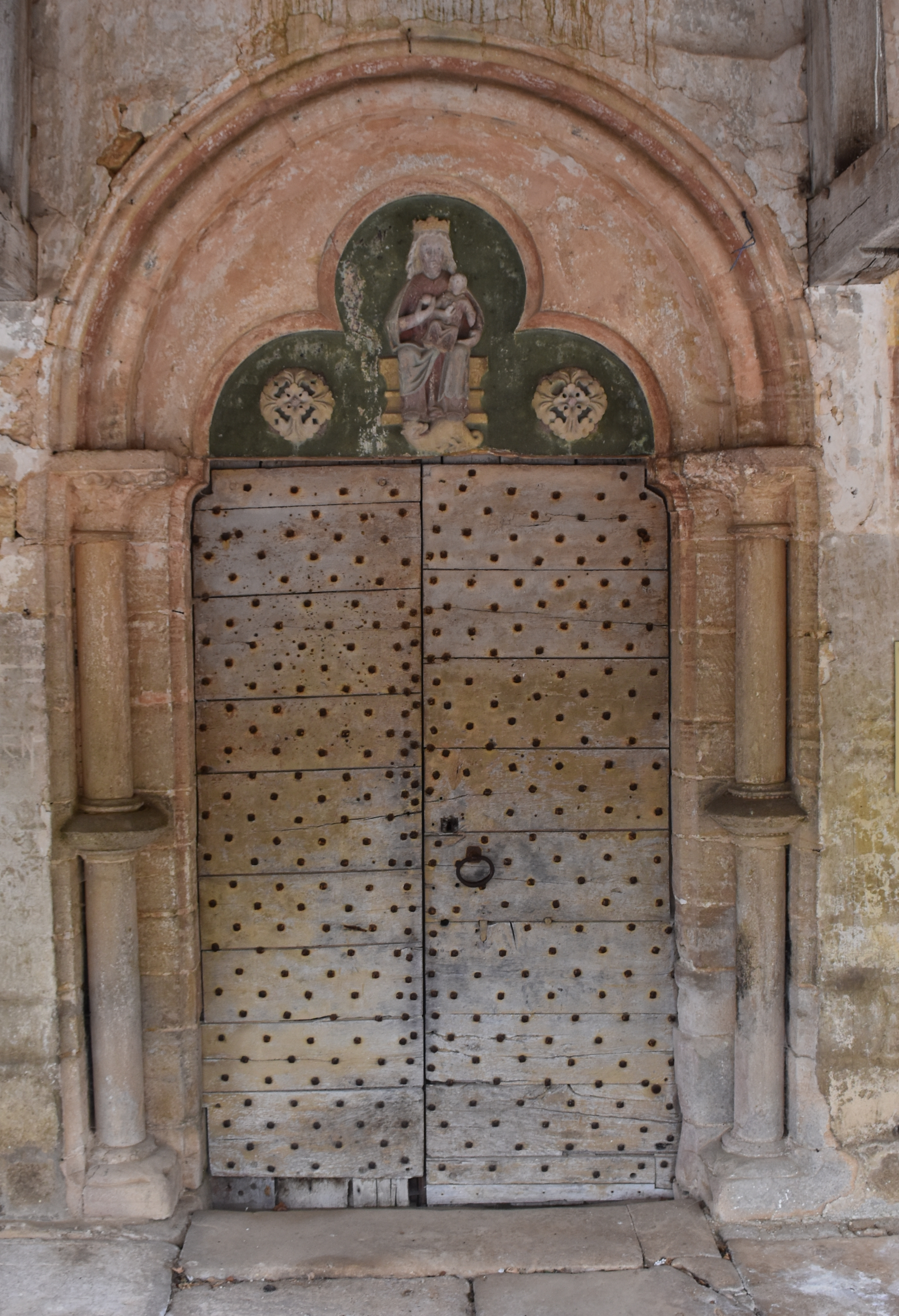
Le porche de l'église.
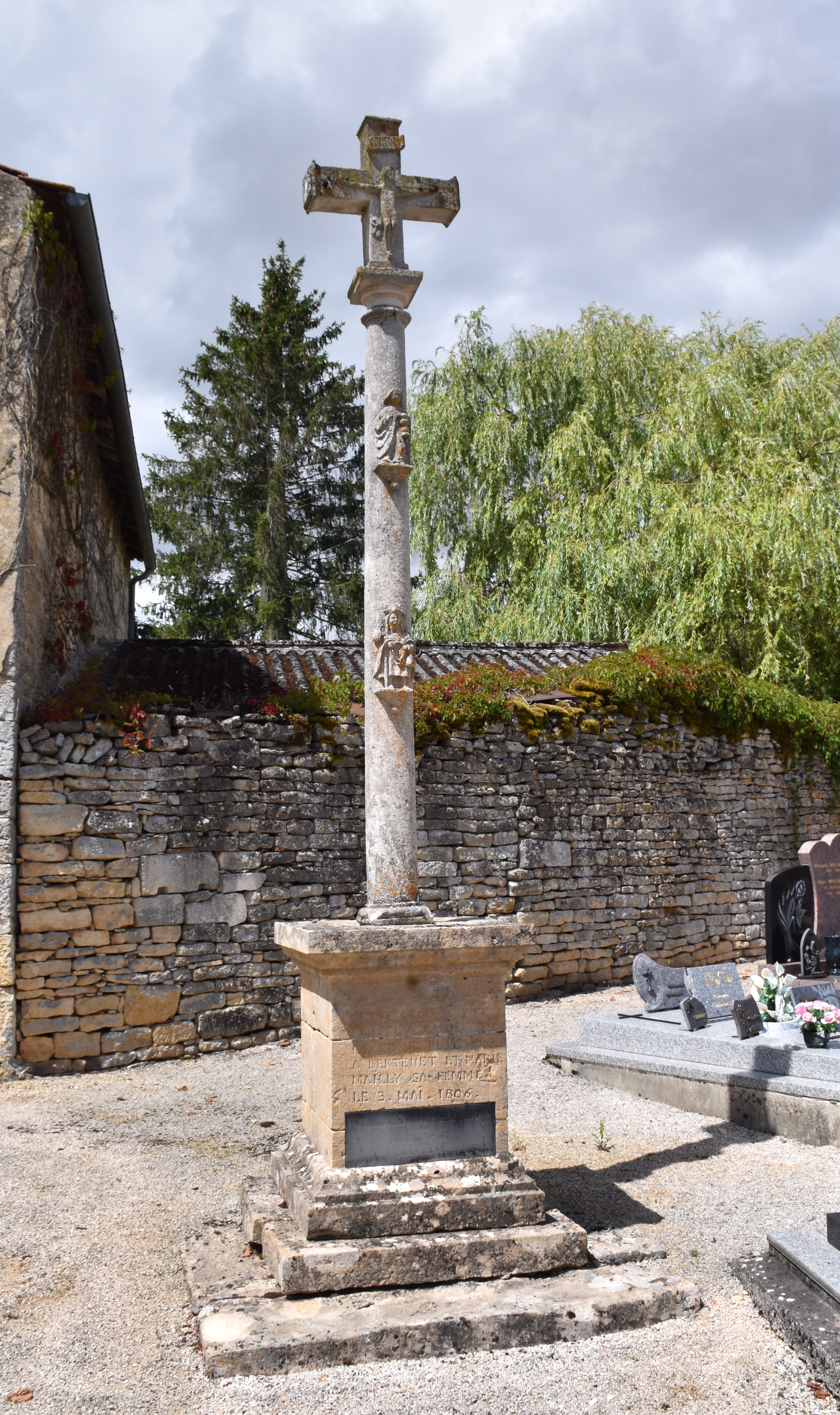
Le calvaire du cimetière.